# Androcorys pusillus
Androcorys pusillus är en orkidéart som först beskrevs av Jisaburo Ohwi och Noriaki Fukuyama, och fick sitt nu gällande namn av Genkei Masamune. Androcorys pusillus ingår i släktet Androcorys och familjen orkidéer. Inga underarter finns listade i Catalogue of Life.